# هايبر سكيب
هايبر سكيب (بالإنجليزية: Hyper Scape)‏ هي لعبة فيديو مجانية متعددة اللاعبين تُلعب بمنظور الشخص الأول، من نوع الباتل رويال. من تطوير يوبي سوفت مونتريال، ونشر يوبي سوفت. صدرت على مايكروسوفت ويندوز، وبلاي ستيشن 4، وإكس بوكس ون.
صدرت النسخة التجريبية المفتوحة للعبة على مايكروسوفت ويندوز في 12 يوليو 2020. وصدرت اللعبة بشكل رسمي على مايكروسوفت ويندوز، وبلاي ستيشن 4، وإكس بوكس ون في 11 أغسطس 2020. وصدرت اللعبة أيضًا على إكس بوكس سيريس إكس وإكس بوكس سيريس أس في نوفمبر 2020.

## أسلوب اللعب
في هايبر سكيب يتنافس عدد يصل إلى 100 لاعب في أطوار لعب متنوعة، الطور الفردي وطور الفريق. يتم إسقاط المتنافسين في خريطة تسمى «نيو آركاديا» مقسمة إلى قطاعات، وتبدأ القطاعات بمرور الوقت بالتأكل والإنهيار وتصيب المتنافسين الذين بداخلها بالضرر، وضرورة الانتقال إلى منطقة أخرى، ليجتمع اللاعبون المتبقون في منطقة واحدة، ويظهر في القطاع الأخير المتبقي «تاج». هناك طريقتان مختلفتان للفوز أما أن تكون آخر الناجين أو تحافظ على التاج لمدة 45 ثانية.
يبدأ المتنافسين بسلاح يدوي فقط، ويمكنهم العثور على العتاد داخل المباني المقفلة بحواجز يمكن تحطيمها، أو داخل صناديق الإمدادات المنتشرة في أنجاء الخريطة. يمكن للمتنافسين العثور على الأسلحة من الأسلحة الهجومية الآلية حتى نواسف الطاقة القوية، وأيضًا الاختراقات وهي قدرات يمكن اغتنامها من أنحار الخريطة، وتمنح مهارات هجومية أو دفاعية أو حركية. مثل السماح للمتنافسين بالتحول على كرة عملاقة يمكنها الإرتداد، أو السماح لهم بأن يصبحوا غير مرئيين، أو إضافة جدران الطاقة، أو رمي الأعداء بعيدًا. يمكن للمتنافسين الحصول على سلاحين وأختراقين فقط واستبدالهما خلال المبارة. إذا عثر المتنافس على نسخة من سلاح أو إختراق لديه يمكنه دمجه ليحصل على نسخة مطورة. يمكن ترقية كل عنصر إلى مستويات متعددة، ويحسن ذلك من حجم المخزن أو الضرر أو الإرتداد.
في طور الفريق يمكن للمتنافسين استخدام نظام التحديد للتواصل مع الفريق، والتنبيه لوجود أعداء أو عناصر محتملة. عندما يُقتل لاعب في المبارة سيتحول إلى طيف لايمكنه القتل بل يمكنه مساعدة فريقة بالاستطلاع لتنبيههم إلى الأعداء أو عناصر محتملة. عند القضاء على الأعداء تظهر نقطة إنعاش في نفس المنطقة، ذا ذهب طيف على نقطة الإنعاش، يمكن لزملائه إعادته إلى المبارة.
في المبارة يمكن للذكاء الاصطناعي في اللعبة تفعيل أحداث معركية مثل حدث الذخيرة اللانهائية، أو حدث الجاذبية المنخفضة، أو حدث الكشف عن الأعداء في الخريطة المصغرة. كما سيكون للمشاهدين على تويتش أيضًا التأثير على المبارة من خلال التصويت مما سيساعد الذكاء الاصطناعي على تحديد الأحداث التي سيتم تشعيلها بالمباراة.

## التطوير
هايبر سكيب من تطوير يوبي سوفت مونتريال، ونشر يوبي سوفت. كانت التسريبات تحوم حول قيام يوبي سوفت بتطوير لعبة باتل رويال جديدة تحت اسم هايبر سكيب خصوصًا بعد افتتاح موقع جديد يخص اللعبة، وبالفعل بدأت يوبي سوفت بالإعلان التدريجي عن اللعبة من خلال مؤثري تويتش ومن ثم كشفت عنها رسميًا.
ستتوفر اللعبة للحاسب الشخصي والجيل الحالي من الأجهزة المنزلية، وتم التأكيد أيضًا دعمها لنقل ملف الحفظ (كافة تقدمك في اللعبة ومكتبة الإضافات التجميلية) من جهاز إلى آخر مباشرة لإكمال اللعب، وستكون هذه الميزة جزء من الموسم الأول لفعاليات اللعبة. كما ويتم العمل أيضًا على تطبيق ميزة اللعب المشترك.
اللعبة تدعم اللغة العربية بالكامل مع ترجمة للنصوص والحوارات وقوائم عربية. كما وضعت الشركة شخصية عربية باسم «نور» التي يمكن اختيارها للعب وذلك لتمثيل فئة المسلمين في عالم الألعاب الإلكترونية.
أعلنت شركة يوبي سوفت أنها طوَّرت لعبة هايبر سكيب بالشراكة مع منصة تويتش الشهيرة، حيث تقدم الأداة الإضافية الخاصة بتويتش "Hyper Scape Crowncast" الترفيه للمشاهدين عبر السماح لهم بالتأثير على اللعبة بالوقت الحقيقي، مما يخلق تفاعلًا غير مسبوق بين أصحاب البث ومتابعيهم. وفي 28 من شهر أبريل سنة ٬2022 تم ايقاف سيرفرات اللعبة وتم ايقاف تطويرها بشكل كامل.

## وصلات خارجية
- الموقع الرسمي